# Encyclia bracteata
Encyclia bracteata es una especie de plantas de la familia Orchidaceae. 

## Descripción
Es una orquídea de tamaño pequeño que prefiere el clima cálido, de hábito epifita , con pseudobulbos cónicos envuelto basalmente por vainas evanescentes y que lleva una sola hoja, apical, delgada, suave y lineal. Florece con más de una inflorescencia por pseudobulbo, en una inflorescencia terminal, de 15 cm de largo, racemosa, que se presentan en la naturaleza en la primavera y en el cultivo desde finales del verano a principios del otoño.

## Distribución  y hábitat
Se encuentra en los troncos de los árboles en el bosque atlántico costero desde Bahía hasta Sao Paulo, en elevaciones de 10 a 500 metros.

## Taxonomía
Encyclia bracteata fue descrita por Schltr. ex Hoehne y publicado en Album Orchid. Bras. t. 33. 1930.
Etimología
Ver: Encyclia
bracteata epíteto latino que significa "con brácteas".
Sinonimia
- Epidendrum bracteatum Barb.Rodr. basónimo
- Epidendrum pabstii A.D.Hawkes
- Epidendrum pusillum Rolfe[4][5]